# G. Schirmer
G. Schirmer, connue sous son nom complet de G. Schirmer, Inc. and Associated Music Publishers, Inc. ou Schirmer AMP est une maison d'édition musicale américaine qui publie des partitions de musique classique. En activité depuis 1861, elle appartient désormais au groupe Music Sales.
Elle a marqué et marque encore l'histoire de la musique aux États-Unis et dans le monde entier. Elle a introduit la musique classique européenne aux États-Unis, influencé la musique contemporaine par ses choix d'édition et été reconnue dans le monde comme l'une des plus grandes maisons d'édition musicale de tous les temps. Environ un prix Pulizer sur deux a été décerné à un compositeur contemporain dont elle a publié les œuvres.

## Histoire
Gustav Schirmer (1829–1893), jeune migrant allemand, est arrivé aux États-Unis en 1837. Son père et son grand-père étaient fabricants d’instruments de musique et accordeurs de pianos. Il travaille chez « Kerksieg & Bruesing Company », entreprise fondée en 1848, lorsqu'en 1854 la direction de l'établissement lui est confiée. En 1861, il rachète l'entreprise avec un collègue, Bernard Beer. Puis, en 1866, devenu seul propriétaire, donne son nouveau nom à la maison : G. Schirmer Music Publishers. Il travaille alors non seulement à introduire la musique européenne aux États-Unis, mais aussi à découvrir et publier de nouveaux artistes contemporains. À l'aube du XXe siècle, sa réputation internationale est faite.
En 1892, les fils de Gustav, Rudolph Edward et Gustave prennent la direction de l'entreprise, un an avant la mort de leur père. Constitué en société l'année suivante, ils poursuivent les activités engagées et développent l'enseignement de la musique. De 1929 à 1944, Carl Engel prend le relais et ajoute aux activités existantes, la musique traditionnelle américaine (American Folks-Song Serie). En 1940, l'entreprise crée une nouvelle rupture dans la profession en persuadant des compositeurs à écrire de la musique pour les écoles de musique et les groupes de musiciens amateurs. En 1964, elle a à son catalogue les plus grands compositeurs américains.
La famille Schirmer cède l'entreprise en 1968 à Macmillan qui la cède à son tour au groupe « The Music Sales Corporation » en 1986. Depuis 2007, elle appartient à Cengage Learning.
Jusqu'en 1880 l'entreprise est sise au 701, Broadway à New York, puis au 35, Union Square. En 1909, elle occupe un immeuble de sept étages au 3, East 43ed street, adresse qu'elle conserve jusqu'en 1960, date à laquelle elle déménage au 609, de la cinquième avenue. En 1973 après le rachat par Macmillan la direction est au 866 de la troisième avenue. Jusqu'en 1962, Schirmer avait une succursale à Cleveland et jusqu'en 1967 à Los Angeles.

## Collections et publications
- Library of Musical Calssics (1892)
- Collection of Opera (1892)
- American Folks-Song Serie (1905)

Schirmer est aussi l'éditeur des Baker's Biographical Dictionary of Musicians (1900, 2e éd. 1905, 3e 1919…) et du même auteur, A Dictionnary of Musical Terms (1895).
Le périodique, The Musical Quarterly est lancé par G. Sonneck en 1915, dont le rédacteur en chef est Carl Engel de 1929 à 1944. Publiant des articles de musicologie, il tient une place importante parmi les périodiques anglophones. En 1989, il est publié par Oxford University Press.

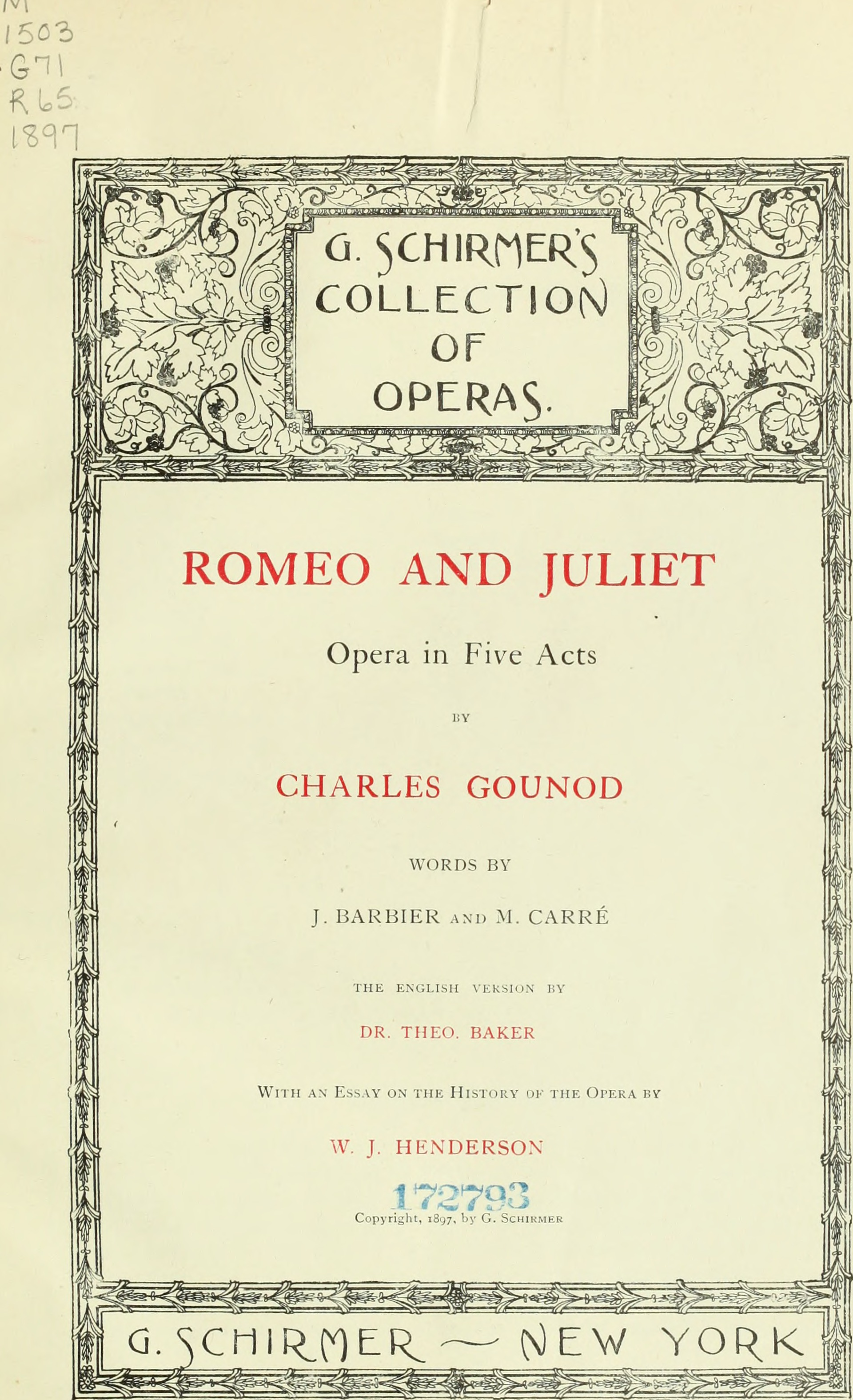
Roméo et Juliette de Charles Gounod (1897).
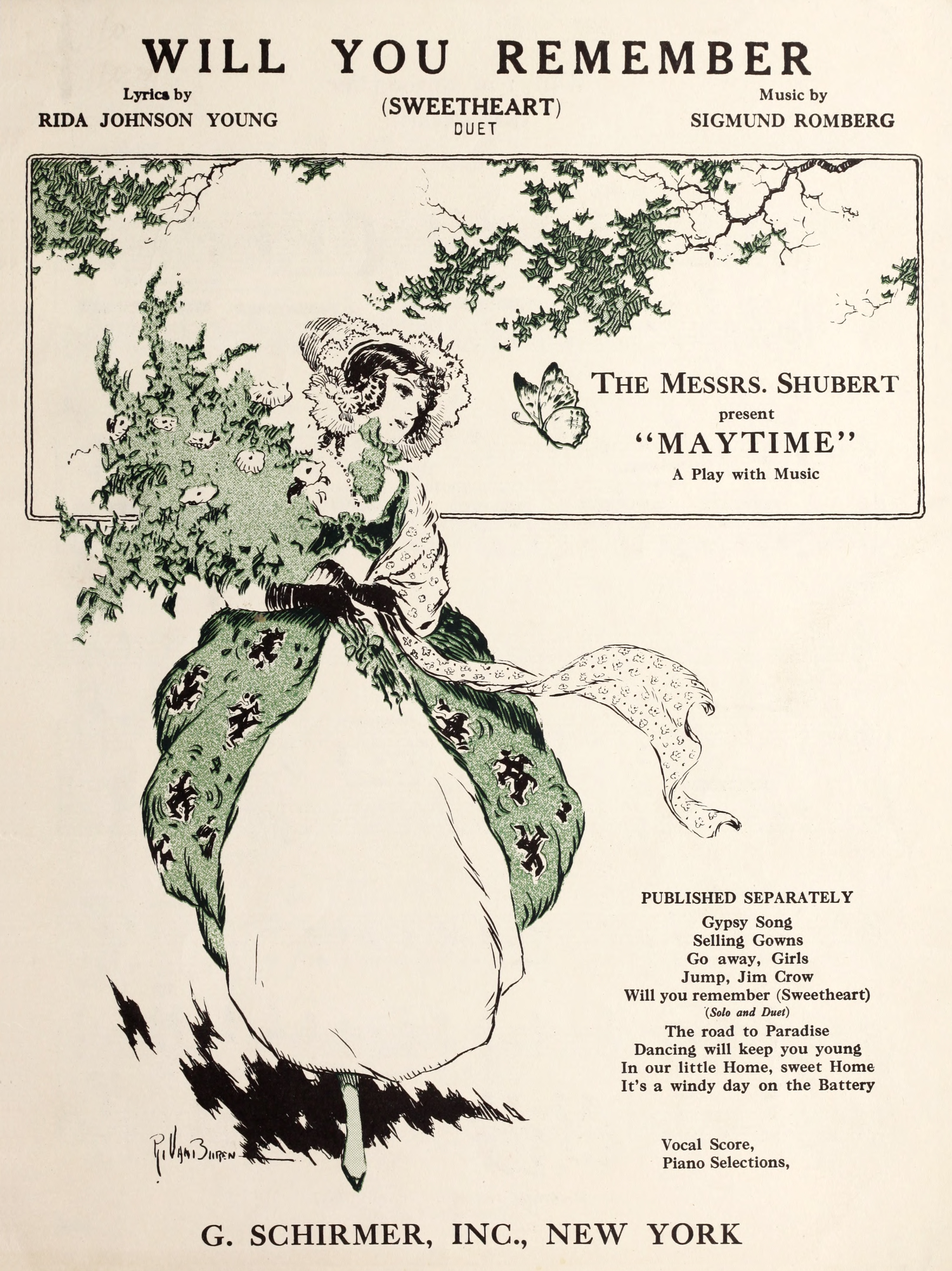
Maytime Will You Remember (en) (1917).
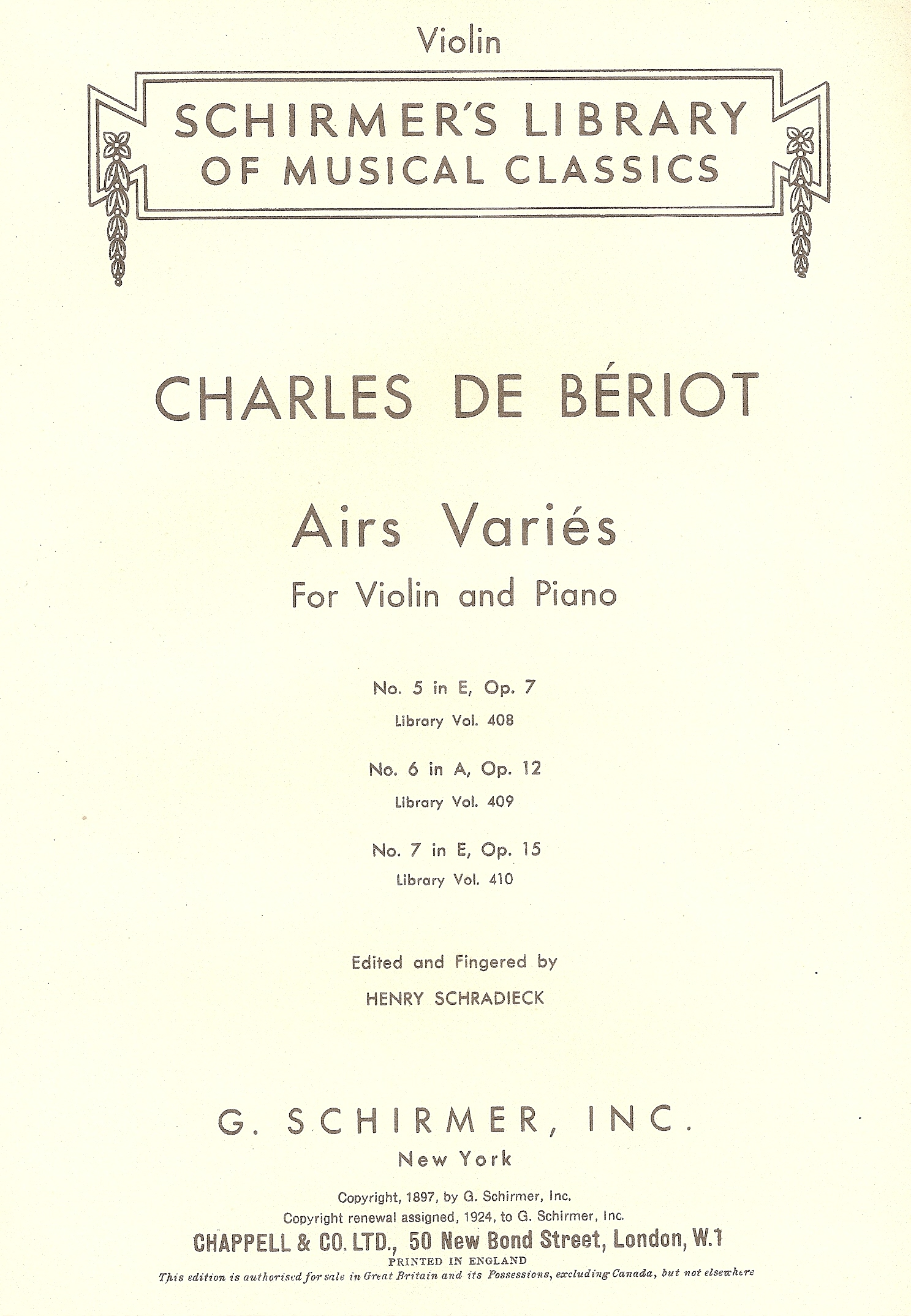
Airs Variés de Charles-Auguste de Bériot (1924).

## Compositeurs publiés
Par le passé, la maison G. Schirmer a édité, entre autres, les œuvres d'Edgard Varèse (Désert, Intégrales), d'Arnold Schönberg (Quatuor à cordes no 4, Concerto pour violon), de Charles Ives (Concord Sonata, 114 songs) et de Samuel Barber (l'opéra Vanessa, Concerto pour piano, op. 38).
Le catalogue de la maison G. Schirmer contient un très grand nombre de compositeurs américains vivants et de compositeurs du monde entier : Mark Adamo, Daniel Catán, John Corigliano, Richard Danielpour, Avner Dorman, Gabriela Lena Frank, Jay Greenberg, John Harbison, Rob Kapilow, Aaron Jay Kernis, Leon Kirchner, Joonas Kokkonen, Peter Lieberson, André Previn, Gunther Schuller, Bright Sheng, Nathaniel Stookey, Tan Dun, Augusta Read Thomas, Joan Tower ou encore Yehudi Wyner.